# Camelia Ciripan
Camelia Ciripan (n. 16 noiembrie 1978) este o jucătoare de para tenis de masă română. Ea a reprezentat România la Jocurile Paralimpice de vară din 2024.

## Carieră
În 2022 Camelia Ciripan a participat la Campionatul Mondial de Para Tenis de Masă în noiembrie 2022 în Granada, Spania. Ea  a obținut medalia de bronz la individual și, împreună cu Constantin Gabriela la dublu a ocupat locul 5.
Ciripan a reprezentat România la Jocurile Paralimpice de vară din 2024 și a fost portdrapelul României la ceremonia de deschidere. Ea a jucat în proba de simplu C6,  clasă care corespunde unor dizabilități severe ale brațelor și picioarelor. În sferturi de finală ea a învins-o pe britanica Felicity Pickard cu scorul de 3-2 (6-11, 8-11, 12-10, 11-8, 11-8). Ciripan a pierdut semifinala jucată cu Marina Litovcenko cu scorul de 3-0 (11-5, 11-7, 11-5) dar și-a asigurat medalia de bronz.

## Legături externe
- Camelia Ciripan la Comitetul Paralimpic Român
- en  Camelia Ciripan la paralympic.org